# Zeiraphera hohuanshana
Zeiraphera hohuanshana — вид лускокрилих комах родини листовійки (Tortricidae).  Вид зустрічається лише на острові Тайвань. 